# Gasolbranden i Norrahammar
Gasolbranden i Norrahammar handlar om en brand med gasolexplosion som inträffade vid Norrahammars bruk i Norrahammar den 5 september 1969 kl 16.58. Gasolbranden anses av Jönköpingsposten vara en av landets mest dramatiska och största av sin typ. Det hela började med att en av brukets vakter slog larm om att gasol läckte ut från en tank ett hundratal meter från bruket. När brandkåren kom fram hann man inte mer än börja kyla ner tanken innan hela tanken med tolv ton gasol exploderade. Explosionen skapade en eldkvast mer än hundra meter upp i luften och lär ha setts på mils avstånd. 
Brandorsaken anses vara att glödhett tackjärn från bruket kom i kontakt med gasol som läckt ner i Tabergsån och därmed antändes. Brandmannen Uno beskriver att han hann uppfatta gasol som antändes i ån ett stycke bort, innan det exploderade. Uno som stod närmast tanken träffades av ett eldklot i ansiktet, fick tredje gradens brännskador i ansikte och på händer och förlorade synen under några timmar, men klarade sig mirakulöst utan bestående men.